# L'urlo della verità
L'urlo della verità è un film del 1992 diretto da Stelvio Massi.

## Trama
In una scuola vicino Frosinone, l'insegnante Claudia Vitali decide di aiutare alcuni studenti alle prese delle loro vite difficili. Però cerca di stare vicino a Marcello Roversi, un ragazzo molto sensibile e bravo negli studi ma ha dei rapporti difficili coi compagni di classe, che lo considerano uno snob visto che lui viene da una famiglia alto borghese.